# الوین روی کینگ
الوین روی کینگ (انگلیسی: Elwyn Roy King؛ ۱۳ مه ۱۸۹۴ – ۲۸ نوامبر ۱۹۴۱) خلبان نظامی استرالیایی بود. وی یکی از خلبانان ماهر و موفق در طول نبردهای هوایی جنگ جهانی اول بود. 
وی همچنین برنده جوایزی همچون مدال صلیب پرواز ممتاز (بریتانیا) شده است.